# The Babysitters
The Babysitters (distribuida en español con el título Niñeras para adultos) es una película independiente de los Estados Unidos, estrenada en el 2007, dirigida por David Ross y protagonizada por John Leguizamo, Katherine Waterston y Cynthia Nixon. Es la historia de una adolescente que convierte su labor como niñera en un negocio de prostitución (chica de compañía) cuyos clientes son hombres casados.

## Trama
En la voz en off, Shirley Lyner (Waterston) presenta su servicio de niñera, una cabaña con hombres de mediana edad y adolescentes. Un flashback nos lleva a Shirley siendo recogida por Michael Beltran (Leguizamo) para un trabajo de niñera. Una vez que ella termina, cenan juntos y coquetean entre ellos. Michael está frustrado con su esposa y Shirley considera que los chicos de su edad son demasiado inmaduros.
Michael y su esposa Gail (Nixon) se encuentran con el amigo de Michael, Jerry (Comeau), quien tiene una oferta comercial para Michael. Gail está frustrada porque Michael quiere tomarlo, mientras que Michael siente curiosidad por un patio de trenes abandonado detrás del restaurante que a Gail no le interesa. Cuando Michael lleva a Shirley a casa esa noche, se detienen en el patio de trenes y lo exploran, eventualmente compartiendo un beso. Llegan a la conclusión de que ya no pueden hacer eso, pero Michael le paga extra a Shirley.
Melissa (Lauren Birkell) descubre la verdad sobre las salidas de niñera de Shirley y Michael se lo cuenta a Jerry. Michael le pregunta a Shirley si alguno de sus otros amigos puede "cuidar de los niños" y su amiga Melissa se ofrece como voluntaria. Shirley le pide el 20% del dinero como su parte, a lo que Melissa accede. Convencen a su amiga Brenda ( Louisa Krause ) para que también acepte el trabajo de niñera y las niñas establecen un negocio en funcionamiento, llegando incluso a imprimir tarjetas de presentación. Michael se entera de que Shirley está cuidando niños además de él, lo que lo hace sentir incómodo y molesto.
Los problemas surgen cuando Brenda invita a su hermanastra más joven, ruda y agresiva, Nadine (Halley Wegryn Gross) al grupo sin consultar con Shirley. Pronto comienza su propio negocio competitivo a espaldas de Shirley, y Shirley comienza a perder clientes. Shirley se enfrenta a Brenda y Brenda acepta registrar la habitación de Nadine. Ella informa que no encontró nada. Con Michael 'de guardia', Shirley y Melissa registran el casillero de Nadine pero no encuentran nada. Destrozan la escuela para ocultar su verdadero motivo. Al día siguiente todo quedó destruido, lo que convocó a una asamblea obligatoria. Durante la asamblea, Shirley llama a las chicas a la sala de la banda para discutir los temas. Shirley luego le dice a Nadine que deje de ir a sus espaldas y de hacer negocios sin su permiso y que ella recibe el veinte por ciento de todos sus recortes.
Melissa le presenta a Shirley hojas de permiso falsas para un viaje a la cabaña de Jerry durante un fin de semana. Las niñas irán bajo la fantasía de un viaje escolar, mientras que los hombres estarán allí en un "retiro de negocios". Michael se siente incómodo con que Shirley esté con otros chicos en la fiesta. Jerry ha suministrado drogas en la fiesta e intenta violar a Brenda.
Más tarde en la escuela, Brenda decide que quiere renunciar y Shirley está de acuerdo, pero a Melissa le preocupa que Brenda hable. Melissa hace que varios de sus clientes ataquen y amenacen al hermano de Brenda. Shirley se entera y confronta a Melissa en el almuerzo y se enoja.
La esposa de Michael lo confronta por su distanciamiento y que ha estado mintiendo sobre su situación laboral y Michael finalmente expresa algunas de sus frustraciones sobre el matrimonio, mientras que Gail responde con las suyas. Michael intenta alentar a Shirley a que se escape con él, mientras que Shirley le recuerda que esto es solo un negocio y que se está engañando a sí mismo. Ella sube el precio por él y se marcha.
Luego intenta sin éxito ponerse en contacto con Brenda. Se entera de que Nadine está cuidando niños sin su conocimiento y llama a Melissa, que está con Jerry, y van a confrontarla. Pronto llegan y Jerry encuentra a Nadine y se la da a Shirley y Melissa, quienes luego amenazan con tirarla de un edificio. Cuando Nadine casi se cae, Jerry tira de ella hacia atrás después de golpear al hombre en el vehículo. Shirley luego descubre que su propio padre estaba teniendo sexo con Nadine. Luego se derrumba y comienza a llorar.
En otra voz en off de Shirley. Shirley habla sobre cómo fue un momento único en una vida ordinaria. Shirley observa a Michael interactuar con su familia. Él mira y luego se va, dejando a Shirley, quien luego se marcha, sabiendo que la relación ha terminado.

## Comentarios de la crítica

### En los Estados Unidos
Recibió críticas negativas. Metacritic informó que recibió un puntaje promedio de 35 de 100, a partir de 11 críticas. La página Rotten Tomatoes reportó una aceptación del 33 por ciento, con una calificación promedio de 4.4/10, con base en 27 revisiones.

## Banda sonora
No se publicó la banda sonora de manera oficial. La música de la película incluye:
- "The New Science" – Ola Podrida
- "Too Many Stars" – Let's Go Sailing
- "21 People" – Eugene
- "Party Hard" – The Perceptionists
- "What What" – Eric V. Hachikian
- "Chedda" – Big City
- "Disaster" – The Besnard Lakes
- "Wild Winter" – Anubian Lights
- "Ping Pong" – Operator Please
- "Red Tandy" – Mother Hips
- "On the Road" – The Bossmen
- "Sap" –  The Freakwater
- "Bye Bye Bye" – Sia Furler y Chad Fischer